# Heinz-Udo Brachvogel
Heinz-Udo Brachvogel (geboren 29. Mai 1889 in München; gestorben 16. März 1934 in Berlin) war ein deutscher Filmjournalist.

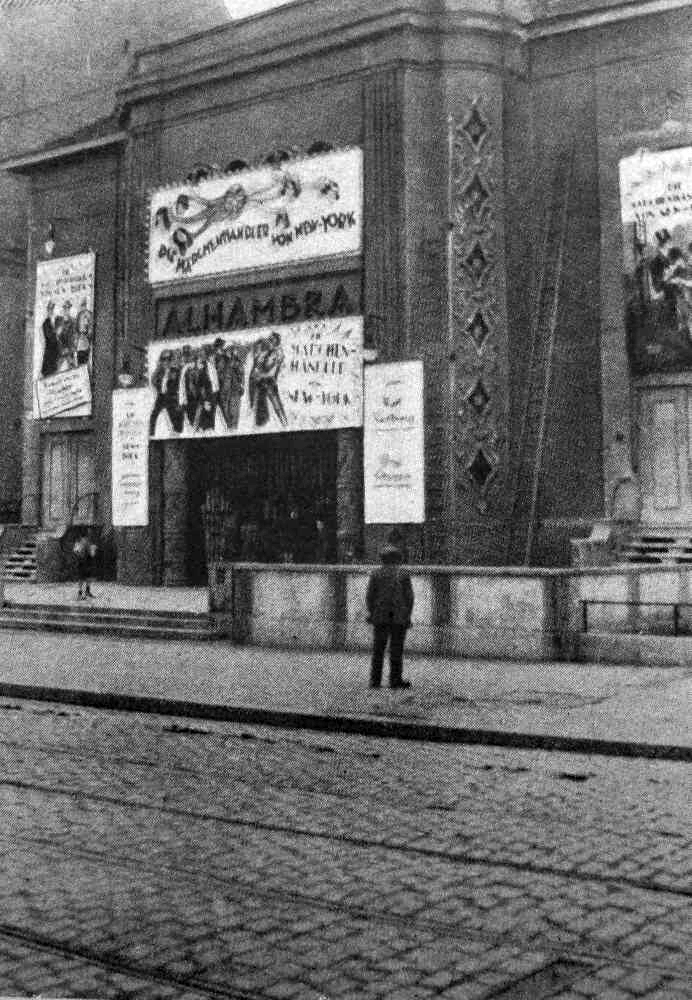
Fotografie von Brachvogel:
Alhambra in Berlin-Wedding 1925

## Leben
Heinz-Udo Brachvogel war ein Sohn des Journalisten Wolfgang Brachvogel (1854–1892), Redakteur der Münchner Neuesten Nachrichten, und der Schriftstellerin Carry Brachvogel. Seine Mutter und sein Onkel Siegmund Hellmann wurden 1942 Opfer des Holocaust.
Brachvogel drehte 1920 in München den Spielfilm Hochland mit Hanns Beck-Gaden, Hedda Berger und Carl Dalmonico und 1921 den Film Die Peitsche der Welt. Brachvogel war in Berlin Pressechef der Filmcorporation New York für Zentral- und Osteuropa.

## Schriften
- Die Silberrepublik : ein Buch über Argentinien. Leipzig: Dürr & Weber, 1920